# チェルシー・フラワー・ショー

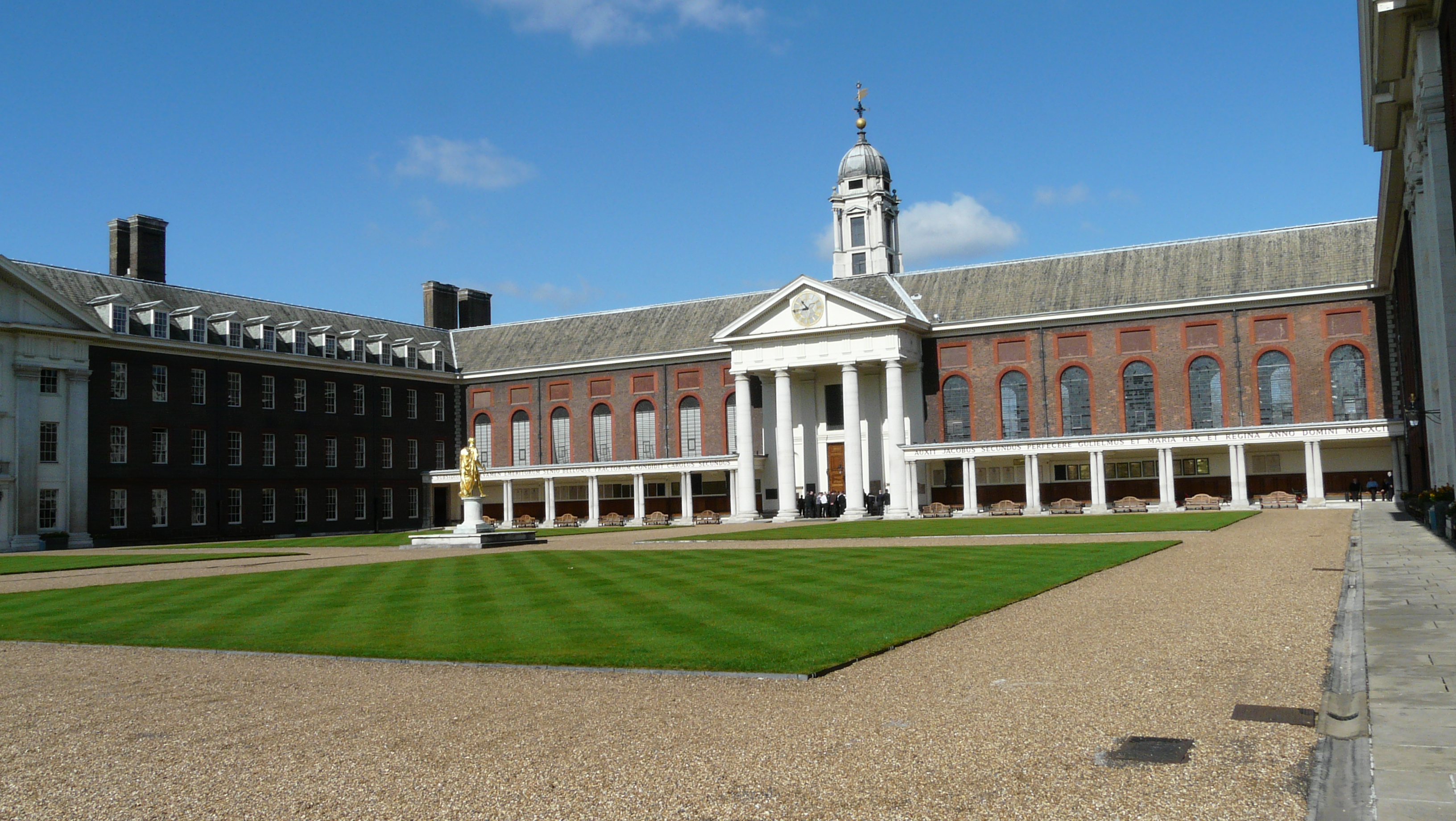
会場となるチェルシー王立病院

チェルシー・フラワー・ショー（RHS Chelsea Flower Show）とは、イギリス、王立園芸協会（RHS）が主催し、毎年5月にチェルシーで開催されるガーデン・ショー。グレート・スプリング・ショー（the Great Spring Show）の正式名称でも知られる。
チェルシー・フラワー・ショーのハイライトは、有名な園芸家によってデザインされた前衛的なショー・ガーデンである。

## 概要
最初のグレート・スプリング・ショーは1862年、ケンジントンのRHSガーデンで開催された。1913年からチェルシーのチェルシー王立病院に会場が移された。
1937年、ジョージ6世と王妃エリザベスの戴冠年を記念し、すばらしい帝国展が開催された。オーストラリアからアカシアが、カナダからマツが、東アフリカから色鮮やかなグラジオラスが、パレスチナからも大きなウチワサボテンが持ち込まれた。
第二次世界大戦中には、チェルシー王立病院の土地が対空対策のため戦時局に必要とされたため、ショーは行われなかった。1947年より再開された。現エリザベス2世が即位した1953年は国のお祝いムードを反映したショーとなった。イギリス王室のほとんどのメンバーがこの年のショーに出席したが、他に公務があったため、唯一出席できなかった王族は女王自身だった。
ショーは20世紀後半を通じてその人気を増加させることとなった。現在は毎年157,000人が観覧に訪れる（11エーカーの敷地面積に入れる制限された人数）。そして入場用のチケットは全て事前に購入する必要がある。2005年からショーの開催期間を4日から5日に延長し、最初の2日間はRHSの会員のみが入場できる。ショーは広範囲においてBBCが放映する。RHSへの王室による後援の一環として、イギリス王室のメンバー数人がショーの下見に訪れる。
ショーは各部門ごとにゴールド、シルバー・ギルト、シルバー、ブロンズの各賞が設けられている。